# Un piede in paradiso (film 1941)
Un piede in paradiso (One Foot in Heaven) è un film del 1941 diretto da Irving Rapper.
È ispirato all'autobiografia di Hartzell Spence (1940).